# 레 미제라블 (1995년 영화)
《레 미제라블》(Les Miserables)은 프랑스에서 제작된 끌로드 를르슈 감독의 1995년 드라마 영화이다. 쟝 뽈 벨몽도 등이 주연으로 출연하였다.

## 출연

### 주연
- 쟝 뽈 벨몽도

### 조연
- 미셸 부제나
- 알레산드라 말티네스
- 애니 지라르도
- 클레망틴 세라리에
- 루퍼스
- 티키 홀가도
- 필립 코샌드

## 기타
- 미술: 자크 버프누아
- 의상: 도미니크 보그
- 배역: 알레트 고든